# タケダ胃腸薬
『タケダ胃腸薬』（タケダいちょうやく）は、かつて、武田コンシューマーヘルスケア株式会社（現在：アリナミン製薬株式会社）が販売していた胃腸薬の商品名である。

## 製品概要
- 1965年（昭和40年）11月、全国の薬局・薬店で構成される取扱店組織「タケダ会」の発足に合わせ、日本で初めての総合胃腸薬｢タケダ胃腸薬（三層錠）｣、｢タケダ胃腸薬顆粒｣を発売。

- 1970年代に入り、従来の「タケダ胃腸薬」の処方を強化した｢新タケダ胃腸薬（三層錠）｣、｢新タケダ胃腸薬顆粒｣を発売。

- 1980年代に入り、制酸剤の一部を特殊フィルムで包み、胃酸の量に応じて制酸作用をコントロールする技術「pH（ペーハー）センサー」を採用した総合胃腸薬「タケダ胃腸薬21」を発売した。

- 1995年（平成7年）10月に「タケダ胃腸薬 ザッツ」が発売された際、当社製品名のパッケージデザインが統一された。なお、｢ザッツ｣・｢ザッツ錠｣はパッケージに「タケダ胃腸薬」の表記があるものの、｢ザッツ｣シリーズとして扱われている。

- 胃腸薬業界シェアは太田胃散の「太田胃散」と「太田漢方胃腸薬II」、第一三共ヘルスケア（旧三共及び第一製薬）の「第一三共胃腸薬（旧新三共胃腸薬）」と「センロック（現在は販売終了）」、ロート製薬の「パンシロン」、田辺三菱製薬（旧田辺製薬及び三菱ウェルファーマ）の「タナベ胃腸薬」、大正製薬の「大正漢方胃腸薬」と「バランサー胃腸薬（現在は販売終了）」、佐藤製薬の「イノセア」と「ハイウルソ」に次ぎ、第7位であった。

- 2017年（平成29年）4月1日、武田薬品の日本国内向けのコンシューマーヘルスケア事業の分社化に伴い、｢武田コンシューマーヘルスケア株式会社（現在：アリナミン製薬）｣へ移管された。

- 2021年（令和3年）2月28日を以て、当社製品名の約55年以上の歴史に幕を閉じた。

## 歴史
- 1965年（昭和40年）11月：武田薬品より総合胃腸薬「タケダ胃腸薬（三層錠）・タケダ胃腸薬顆粒」を発売、制酸剤・健胃生薬・鎮痛鎮痙・消化酵素・ビタミンB1・メントールを配合した日本で最初の総合胃腸薬であった。

- 1966年（昭和41年）：胃潰瘍薬「タケダ胃腸薬U」を発売。

- 1969年（昭和44年）：総合胃腸薬「タケダ胃腸薬（三層錠）」の大容量300錠及び胃潰瘍薬「タケダ胃腸薬U」の大容量300錠を発売。

- 1970年（昭和45年）10月：漢方処方製剤「タケダ漢方胃腸薬錠・タケダ漢方胃腸薬末」を発売。

- 1970年（昭和45年）12月：従来品を処方強化した「新タケダ胃腸薬（三層錠）・新タケダ胃腸薬顆粒」、消化酵素配合胃腸薬「タケダ消化薬」を発売。

- 1977年（昭和52年）11月：漢方処方製剤「タケダ漢方胃腸薬A錠・タケダ漢方胃腸薬A末 <分包>」、総合胃腸薬『タケダ胃腸薬A錠・タケダ胃腸薬A末』、鎮痛鎮痙薬『タケダU胃腸薬』を発売。

- 1981年（昭和56年）11月：従来品を処方強化した消化酵素配合胃腸薬「タケダ消化薬A」、鎮痛鎮痙胃腸薬『タケダ鎮痛鎮痙胃腸薬』を発売。

- 1985年（昭和60年）11月5日：総合胃腸薬「タケダ胃腸薬21」を発売。胃粘膜修復剤・3種制酸剤・鎮痛鎮痙・2種消化酵素を配合。

- 1987年（昭和62年）：漢方「香砂平胃散」に、生薬「芍薬」を加えた「新タケダ漢方胃腸薬錠・新タケダ漢方胃腸薬末」を発売。

- 1995年（平成7年）10月：｢タケダ胃腸薬 ザッツ細粒｣、漢方処方「香砂平胃散加芍薬」製剤「タケダ漢方胃腸薬K錠・K末」、健胃生薬配合液体胃腸薬『タケダ ザッツ胃腸ドリンク』を発売。
- 1996年（平成8年）：｢タケダ胃腸薬 ザッツ錠｣を発売。
- 1997年（平成9年）：H2ブロッカー胃腸薬「タケダ胃腸薬 ザッツブロック」「タケダ胃腸薬 ザッツブロック錠」を発売。
- 1999年（平成11年）：従来のタケダ胃腸薬21をリニューアルした「タケダ胃腸薬 ザッツ21」を発売。
- 2017年（平成29年）：｢ザッツ｣・｢ザッツ21｣・｢タケダ漢方胃腸薬A｣・｢タケダ漢方胃腸薬K｣の製造販売を武田薬品から武田コンシューマーヘルスケア（現在：アリナミン製薬）に移管。

## 主要製品

### 歴代の製品
全て第2類医薬品。
総合胃腸薬
- タケダ胃腸薬（三層錠、1965年 - 1972年）：制酸・健胃・整腸
- タケダ胃腸薬顆粒（1965年 - 1972年）：制酸・健胃・整腸
  - 主成分（重炭酸カルシウム・メタケイ酸アルミン酸マグネシウム・トロピン・マミターゼ・ケイヒ油・チョウジ油・ウイキョウ油・橙皮油・l-メントール・ビタミンB1硝酸塩）
- 新タケダ胃腸薬（三層錠、1970年 - 1977年）：制酸・健胃・整腸
- 新タケダ胃腸薬顆粒（1970年 - 1977年）：制酸・健胃・整腸
  - 主成分（炭酸水素ナトリウム・酸化マグネシウム・メタケイ酸アルミン酸マグネシウム・乾燥水酸化アルミニウムゲル・ロートエキス・カンゾウ末・マミターゼ・ケイヒ油・チョウジ油・ウイキョウ油・トウヒ油・ゲンチアナ末・グリチルリチン酸・l-メントール・ビタミンB1硝酸塩）
- タケダ胃腸薬A（錠剤、1977年 - 1987年）：食べすぎ・飲みすぎ・胸やけに
- タケダ胃腸薬A末（1977年 - 1990年）：食べすぎ・飲みすぎ・胸やけに
  - 主成分（マミターゼ・炭酸水素ナトリウム・酸化マグネシウム・メタケイ酸アルミン酸マグネシウム・水酸化アルミナマグネシウム・ロートエキス・ケイヒ末・ショウキョウ末・ゲンチアナ末・l-メントール）
- タケダ胃腸薬21（錠剤、1985年 - 1999年）：飲みすぎ・食べすぎ・胃もたれに→胸やけ・胃もたれ・消化不良に
- タケダ胃腸薬 ザッツ21（制酸剤・鎮痛鎮痙剤・胃粘膜修復剤・消化酵素配合 錠剤、1999年 - 2019年）：食べすぎ・飲みすぎに→食べすぎ・胃部膨満感に。
  - 主成分（アルジオキサ・炭酸水素ナトリウム・メタケイ酸アルミン酸マグネシウム・炭酸マグネシウム・ロートエキス・ビオヂアスターゼ1000・リパーゼAP6）
- タケダ胃腸薬 ザッツ（胃腸機能調整剤・健胃生薬・制酸剤配合 細粒、1995年 - 2019年）
- タケダ胃腸薬 ザッツ錠（胃腸機能調整剤・健胃生薬・制酸剤配合 錠剤、1996年 - 2020年）
  - 主成分（カルニチン塩化物・陳皮乾燥エキス・コウボク乾燥エキス・ソウジュツエキス（乾燥）・ショウキョウエキス（乾燥）・チョウジ末・カンゾウエキス末・合成ヒドロタルサイト・水酸化マグネシウム・ジヒドロキシアルミニウムアミノアセテート）

漢方胃腸薬
- タケダ漢方胃腸薬（錠剤、1970年 - 1977年）：胃弱・慢性胃炎に
- タケダ漢方胃腸薬末（1970年 - 1977年）：胃弱・慢性胃炎に
  - 主成分（ビャクジュツ・コウボク・カンゾウ・チンピ・ソウジュツ・ボレイ・ショウキョウ・オウレン・ニンジンエキス・乾燥酵母）
- 新タケダ漢方胃腸薬（錠剤、1987年 - 1996年 香砂平胃散加芍薬）：たべすぎ・のみすぎ・胃もたれに
- 新タケダ漢方胃腸薬末（1987年 - 1996年 香砂平胃散加芍薬）：たべすぎ・のみすぎ・胃もたれに
- タケダ漢方胃腸薬A（錠剤、1977年 - 2019年 安中散製剤）：神経性胃炎、慢性胃炎、胃腸虚弱に。
- タケダ漢方胃腸薬A末＜分包＞（細粒、1977年 - 2021年 安中散製剤）
  - 主成分（安中散料エキス・安中散 ケイヒ・シュクシャ・エンゴサク・カンゾウ・ボレイ・リョウキョウ・ウイキョウ）
- タケダ漢方胃腸薬K錠（1995年 - 2019年 香砂平胃散加芍薬）：胃もたれ、胃痛、腹痛、下痢、胃炎、消化不良、胃部不快感に。
- タケダ漢方胃腸薬K末（1995年 - 2019年 香砂平胃散加芍薬）：胃もたれ、胃痛、腹痛、下痢、胃炎、消化不良、胃部不快感に。
  - 主成分（香砂平胃散加芍薬エキス ソウジュツ・コウボク・チンピ・カンゾウ・ショウキョウ・タイソウ・コウブシ・シュクシャ・シャクヤク）

胃潰瘍薬
- タケダ胃腸薬U（錠剤、1966年 - 1977年）：胃痛・消化性潰瘍用薬
  - 主成分（トロピン・メチルメチオニンスルホニウムサイクラメート・カルモチン・メタケイ酸アルミン酸マグネシウム・乾燥水酸化アルミニウムゲル・酸化マグネシウム）
- タケダU胃腸薬（錠剤、1977年 - 1981年）：胃痛・胃酸過多に
  - 主成分（臭化メチルアトロピン・エンゴサク・メタケイ酸アルミン酸マグネシウム・水酸化アルミナマグネシウム）
- タケダ鎮痛鎮痙胃腸薬（錠剤、1981年 - 1998年）：胃痛・腹痛・さしこみに

消化薬
- タケダ消化薬（錠剤、1970年 - 1981年）：新総合消化酵素剤
  - 主成分（ヒロターゼ・マミターゼ・リパーゼ・濃厚クルクロン末）
- タケダ消化薬A（錠剤、1981年 - 1992年）：胃もたれ・消化不良・消化促進・食べすぎに
  - 主成分（ヒロターゼ・マミターゼ・リパーゼ）

健胃薬
- タケダ ザッツ胃腸ドリンク（1995年 - 2002年）：飲みすぎ・食欲不振・二日酔いのむかつきに

H2ブロッカー胃腸薬
- タケダ胃腸薬 ザッツブロック（1997年 - 2004年）：胃痛・胸やけ・胃もたれ・むかつきに
- タケダ胃腸薬 ザッツブロック錠（1997年 - 2003年）：胃痛・胸やけ・胃もたれ・むかつきに

## 過去のCM出演者
- 三田村周三（タケダ胃腸薬）
- 山本陽子（新タケダ胃腸薬：1972年 - 1974年）
- あべ静江（新タケダ胃腸薬：1974年 - 1976年）
- 船越英二（新タケダ胃腸薬：1976年 - 1977年）
- フランキー堺（タケダ胃腸薬A末、タケダ漢方胃腸薬A、タケダ胃腸薬A・タケダ漢方胃腸薬A：1977年 - 1985年）
- 竹中直人（タケダ胃腸薬A・タケダ漢方胃腸薬A、タケダ胃腸薬A末：1984年 - 1985年）
- 武田鉄矢（タケダ胃腸薬21：1985年 - 1989年）
- 富田靖子（タケダ胃腸薬21：1987年）
- 芦川よしみ（タケダ胃腸薬21：1986年・1987年）
- 河原さぶ（タケダ胃腸薬21：1985年）
- 風間杜夫（タケダ胃腸薬 ザッツ：1995年 - 1997年）
- 江川卓（タケダ胃腸薬 ザッツ：1997年 - 2000年）
- 掛布雅之（タケダ胃腸薬 ザッツ：1997年 - 2000年）
- ほか